# Episodi di No Limit (prima stagione)
La prima stagione della serie televisiva No Limit è composta da 6 episodi.
Le riprese si svolsero dal 9 aprile 2012 fino all'agosto dello stesso anno a Marsiglia e dintorni.
Annunciata il 24 ottobre 2012, la trasmissione della stagione ebbe luogo sul canale francese TF1 dal 15 al 29 novembre 2012. La prima visione mondiale fu però anticipata di dieci giorni dal canale belga RTL-TVI.
Tra i due debutti si sono svolte due serate inaugurali con cast e produttori, una in un cinema di Marsiglia l'8 novembre e un'altra a Parigi cinque giorni dopo.
In Italia i primi due episodi sono andati in onda il 14 maggio 2014 su Rete 4. I restanti episodi sono stati trasmessi dal 18 agosto all'8 settembre dello stesso anno sul canale a pagamento Premium Action. In chiaro sono stati trasmessi da TOP Crime il 17 ed il 24 febbraio 2015.
| nº | Titolo originale | Titolo italiano  | Prima TV Francia | Prima TV Italia   |
| -- | ---------------- | ---------------- | ---------------- | ----------------- |
| 1  | Épisode 1        | Identità segreta | 15 novembre 2012 | 14 maggio 2014    |
| 2  | Épisode 2        | Partita doppia   | 15 novembre 2012 | 14 maggio 2014    |
| 3  | Épisode 3        | Padri e figli    | 22 novembre 2012 | 18 agosto 2014    |
| 4  | Épisode 4        | Traffico d’armi  | 22 novembre 2012 | 25 agosto 2014    |
| 5  | Épisode 5        | Clandestini      | 29 novembre 2012 | 1° settembre 2014 |
| 6  | Épisode 6        | Denaro sporco    | 29 novembre 2012 | 8 settembre 2014  |

## Identità segreta
- Titolo originale: Épisode 1
- Diretto da: Didier Le Pêcheur
- Scritto da: Luc Besson, Franck Philippon

### Trama
Dopo aver saputo di avere un tumore inoperabile al cervello, al militare Vincent Libérati viene offerta una cura sperimentale per rallentare il decorso della malattia. Il farmaco è sviluppato dall'esercito, che in cambio gli chiede di mettere le sue capacità professionali al servizio di una squadra altamente segreta -  chiamata Hydra - in lotta contro il crimine. L'agente ottiene di essere dislocato in Costa Azzurra per poter stare vicino alla difficile figlia adolescente Lola, con la quale cerca di ricostruire un rapporto segnato in passato dalle continue assenze dell'uomo. Nel corso di una missione Vincent si introduce nella casa di un trafficante di droga alla ricerca di prove delle sue attività. Poiché la sortita non ha prodotto risultati utili a scoprire i suoi prossimi scambi, Libérati segue gli spostamenti del suo obiettivo, che raggiunge un suo spacciatore, Tony Massard, e senza alcuna spiegazione lo rinchiude vivo in un loculo tombale. Intanto la polizia di Marsiglia guidata dal commissario Juliette Lambert, sorella di Vincent, trova il cadavere di una ragazza apparentemente morta per overdose, ma alcune incongruenze rivelano che si tratta di una messinscena.
- Ascolti Francia: telespettatori 7.071.000 – share 27,5%[12][13]
- Ascolti Italia: telespettatori 645.000 – share 2,32%[14]

## Partita doppia
- Titolo originale: Épisode 2
- Diretto da: Didier Le Pêcheur
- Scritto da: Luc Besson, Franck Philippon

### Trama
Ricevuta la richiesta di aiuto della figlia, Vincent riesce a fuggire dalla villa del trafficante e a raggiungere il locale dove alcuni ragazzi stanno trascinando Lola verso i bagni dopo averla drogata. Salvata la ragazza, Libérati torna sulle tracce del malavitoso. Nel frattempo anche Juliette indagando sul proprio caso si avvicina sempre di più al criminale.
- Ascolti Francia: telespettatori 6.200.000 – share 33,2%[13]
- Ascolti Italia: telespettatori 547.000 – share 2,53%[14]

## Padri e figli
- Titolo originale: Épisode 3
- Diretto da: Julien Despaux
- Scritto da: Emilie Clamart-Marsollat

### Trama
La squadra indaga su un gruppo criminale dedito al contrabbando di armi. Mentre Vincent sta spiando le trattative per la vendita di alcuni fucili d'assalto ad un cliente, Aziz Achouri, i malviventi sorprendono e catturano Eric Delfaux, un ex giornalista appostato nei paraggi. Per capire cosa c'entri, Libérati perquisisce la sua abitazione ma viene interrotto dall'arrivo di Juliette e Bago, impegnati nelle ricerche di Delfaux. La moglie racconta loro come Eric fosse determinato a fare luce sul misterioso omicidio del figlio e stesse seguendo le mosse del suo migliore amico Aziz. Trovata nella cassaforte una foto del ricco Victor Cerda, la polizia interroga infruttuosamente l'uomo. Per scovare prove utili a collegarlo all'organizzazione, Libérati viene affiancato da Marie Dulac, prostituta d'alto bordo prestata allo spionaggio. Usando le proprie doti di seduzione, la donna piazza alcune cimici all'interno dell'appartamento di Cerda. Contravvenendo agli ordini del suo superiore, Vincent rintraccia il luogo in cui Eric è tenuto prigioniero e lo libera, ma durante la fuga Delfaux viene ferito gravemente. Nel frattempo Alexandra, esasperata dai pessimi voti di Lola, affida la figlia all'ex marito. La presenza di Marie, nuova vicina di casa di Vincent, accende la gelosia della donna.
- Altri interpreti: Philippe Nahon (Victor Cerda)
- Ascolti Francia: telespettatori 6.859.000 – share 26,1%[15]

## Traffico d'armi
- Titolo originale: Épisode 4
- Diretto da: Julien Despaux
- Scritto da: Emilie Clamart-Marsollat

### Trama
Juliette e Bago giungono alla tipografia abbandonata dove Cerda e i suoi uomini stanno interrogando Vincent e Marie. L'arrivo della polizia mette in fuga i criminali. Vincent stordisce la sorella per non farsi riconoscere, si libera e si nasconde, mentre Marie viene arrestata e condotta in commissariato. Con una sceneggiata Libérati le permette poi di fuggire. Dai dati sottratti a Cerda, Vincent e Marie scoprono che il giudice Castelli viene ricattato per mezzo di alcune fotografie compromettenti. Il sequestro del giudice ed un poco ortodosso interrogatorio permettono loro di scoprire le prossime mosse dei malviventi. Intanto Lola si sente male nel corso di una scampagnata con gli amici alle gole del Verdon.
- Ascolti Francia: telespettatori 6.500.000 – share 29,2%[16]

## Clandestini
- Titolo originale: Épisode 5
- Diretto da: Didier Le Pêcheur
- Scritto da: Patrick Renault

### Trama
Mentre indaga su alcuni traffici illegali al porto di Marsiglia, Vincent viene notato e inseguito da un portuale, che perde la vita nel tentativo di raggiungerlo. Prima di allontanarsi, libera un gruppo di clandestini cinesi dal container in cui sono rinchiusi. Una di loro riesce a fuggire, mentre gli altri quattordici vengono presi in carico dall'Hydra. Per la morte del portuale vengono chiamati Juliette e Bago, che trovano sul posto Vincent nelle vesti di appaltatore incaricato del potenziamento del sistema di videosorveglianza. Tornato a casa, Libérati scopre che il colonnello de Boissieu ha piazzato i clandestini nel suo appartamento. Alla sera arriva Lola in lacrime, annunciando che sua madre e Bertrand sembrano propensi a trasferirsi oltreoceano. Interrogata direttamente dal suo ex marito, Alexandra aggiunge di aver ricevuto anche una proposta di matrimonio. In assenza di Bertrand però i due finiscono a letto insieme. Il professor Grimberg annuncia a Libérati che il tumore sta resistendo al farmaco e che sarà necessario aumentare i dosaggi, con più gravi effetti collaterali, in attesa di sviluppare un'altra cura. Devastato dalla notizia, Vincent pensa di abbandonare lavoro e terapia.
- Ascolti Francia: telespettatori 6.883.000 – share 25,7%[17]

## Denaro sporco
- Titolo originale: Épisode 6
- Diretto da: Didier Le Pêcheur
- Scritto da: Patrick Renault

### Trama
Con l'aiuto della squadra Vincent mette insieme i frammenti della memoria, ricordando di aver seguito Sabatini ad un incontro con Bertrand. Capisce così che il compagno della sua ex moglie è il riciclatore di denaro sporco e che Lola è stata rapita per fare pressione su di lui. Intanto Bago scopre che Libérati ha manomesso la videosorveglianza del porto. Prova quindi ad arrestarlo, ma la spia riesce a fuggire. Seguendo Bertrand ad un incontro in cimitero, Vincent trova un uomo della Sverdenko, lo cattura e si fa condurre al luogo dove la figlia è tenuta prigioniera.
- Ascolti Francia: telespettatori 6.300.000 – share 27,7%[18]